# Pudelpointer

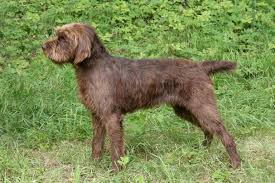
Pudelpointer mit standardgerechtem Kopf und Körperbau

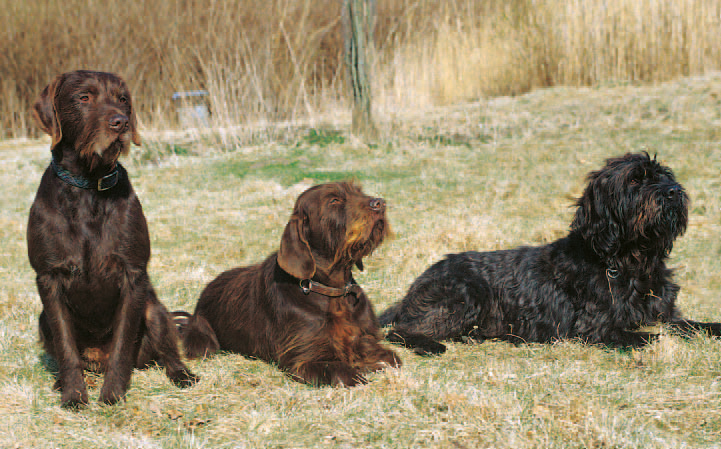
Pudelpointer Varianten

Der Pudelpointer ist eine von der FCI anerkannte deutsche Hunderasse (FCI-Gruppe 7, Sektion 1.1, Standard Nr. 216).

## Herkunft und Geschichtliches
Der Jäger und Kynologe Sigismund Freiherr von Zedlitz und Neukirch (Hegewald) züchtete diesen Hund aus den Rassen Pudel und Pointer, mit dem Ziel, einen vielseitigen, rauhaarigen Gebrauchshund zu schaffen. Der Name der Rasse setzt sich aus denen der beiden Ursprungsrassen zusammen. Der Pudelpointer ist in Deutschland mit jährlich zwischen 120 und 200 Welpen eher selten, aber dennoch stabil. Wie bei vielen Jagd- und Gebrauchshunden darf im VDH nach den entsprechenden Zuchtregeln nur mit Pudelpointern gezüchtet werden, die eine Arbeitsprüfung (in Deutschland in der Regel Verbandsjugendsuche (VJP) oder Herbstzuchtprüfung (HZP)) abgelegt haben und anlässlich einer Zuchtschau als zuchttauglich erachtet wurden. Welpen werden von den Zuchtvereinen nur an Menschen abgegeben, die den Hund jagdlich führen.
In den 1980er Jahren wurden in Deutschland nochmals gezielt Pointer eingekreuzt, bevor ab 1990 im Verein Pudelpointer wieder zur Reinzucht übergegangen wurde.

## Beschreibung
Bis 68 cm großer Jagdhund mit braunem, schwarzem oder dürrlaubfarbend dichtem Drahthaar, mittellang. Seine Ohren sind mittelgroß, hängend und anliegend.

## Verwendung
Als Jagd- und Vorstehhund gut geeignet für Feld-Waldreviere sowie für Wasserreviere mit Stöberarbeiten und Entenjagden.